# Algoritem MD4
MD4 Message-Digest Algorithm je zgoščevalna funkcija (angleško hash function), ki jo je leta 1990 zasnoval računalnikar Ronald Rivest. Dolžina izvlečka je 128 bitov (štiri 32-bitne besede). Zgoščevanje vsakega bloka poteka v treh krogih. 
Algoritem je vplival na kasnejše modele, kot so algoritmi MD5, SHA in RIPEMD. MD4 se uporablja za računanje izvlečkov NTLM gesel v Microsoft Windows NT, XP, Vista, 7, 8 in 10.
Prednosti MD4 so predvsem hitrost, kar predstavlja nekaj tveganj v zvezi z varnostjo glede odpornosti proti napadom. Leta 1991 je Rivest zasnoval MD5 kot naslednika MD4.